# Tujowiec delikatny

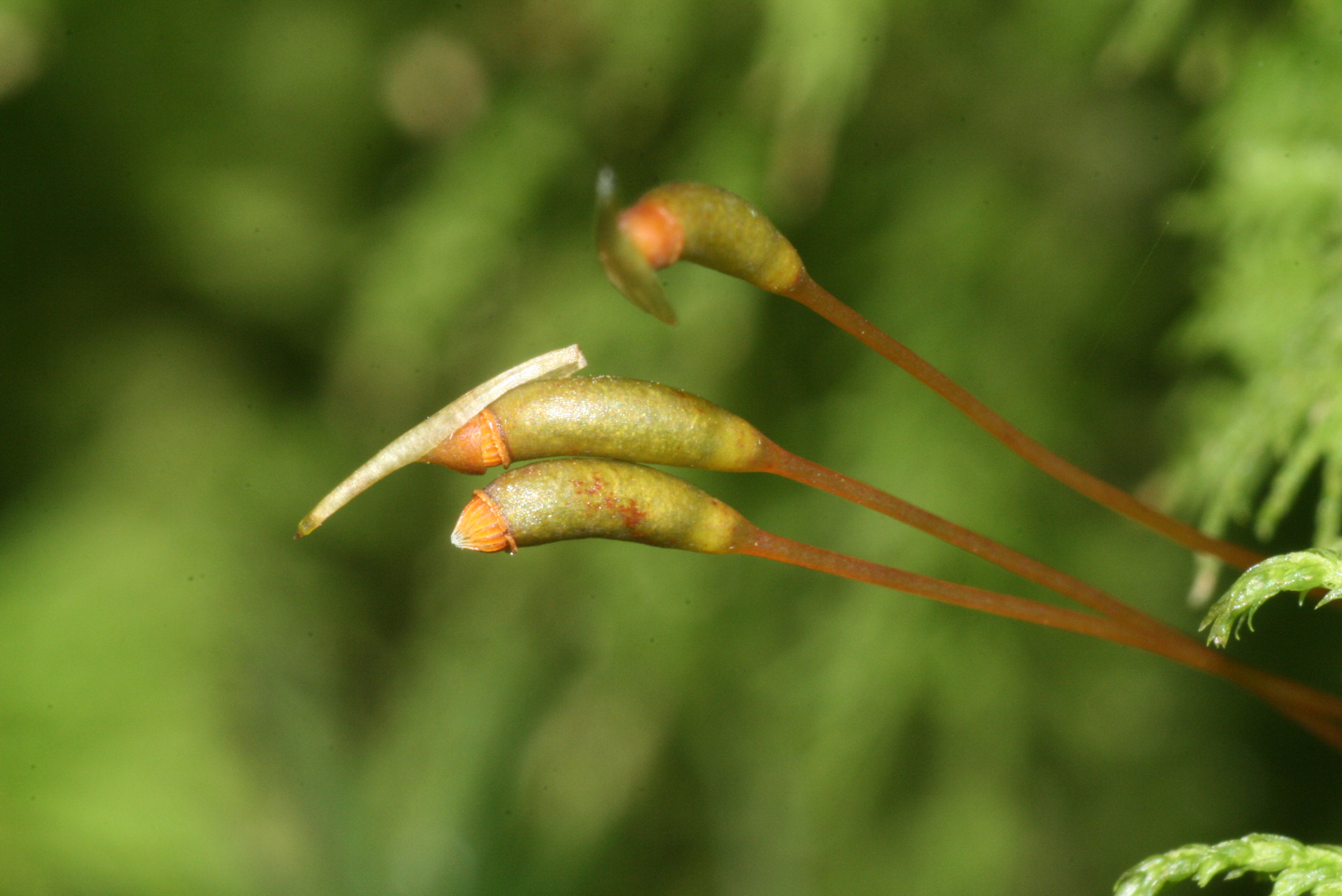
Tujowiec delikatny

Tujowiec delikatny (Thuidium delicatulum (Hedw.) Schimp.) – gatunek mchu należący do rodziny tujowcowatych (Thuidiaceae). Występuje m.in. w Ameryce Północnej (Kanada, USA), Środkowej (Kostaryka, Nikaragua, Panama) i Południowej (Brazylia, Kolumbia, Peru) oraz w Australii.

## Systematyka i zmienność
Wyróżniane odmiany:
- Thuidium delicatulum var. delicatulum (Hedw.) Bsg – bywa uznawana za synonim gatunku.
- Thuidium delicatulum var. peruvianum (Mitt.) H.A. Crum, 1984.
- Thuidium delicatulum var. radicans (Kindb.) H.A. Crum, Steere & L.E. Anderson, 1965 (syn. Thuidium delicatulum var. repens Kindb., 1892) – w późniejszych pracach akceptowana lub uznawana za synonim T. philibertii.

## Ochrona
Gatunek jest objęty w Polsce ochroną częściową nieprzerwanie od 2001 roku.